# Syrská sociální nacionalistická strana Libanonu
Syrská sociálně-nacionalistická strana v Libanonu (SSNSL) je syrská nacionalistická organizace, která prosazuje vytvoření širšího syrského státu zahrnujícího i Libanon. Byla založena v roce 1932, původně proti francouzskému kolonialismu. V historii se strana aktivně podílela na pokusech o státní převraty, občanské válce v Libanonu, odboji proti izraelské invazi a podpoře syrské okupace Libanonu.

## Historie
Syrská sociálně-nacionalistická strana v Libanonu (SSNP-L) byla založena Antunem Saadehem, syrským nacionalistickým filozofem, v roce 1932. Strana prosazovala ideu širšího syrského národního státu a odmítala libanonské hranice jako umělé a kolonialismem vytvořené. Po Saadehově uvěznění v roce 1936 a následném exilu do Brazílie a Argentiny, se strana po nezávislosti země v roce 1943 vrátila do Libanonu. V roce 1949 strana podnikla neúspěšný pokus o státní převrat, po němž byl Saadeh popraven. Po jeho smrti strana působila v ilegalitě radikalizovala se, přičemž během 50. a 60. let se dostávala do konfliktu s dalšími politickými silami v Libanonu, včetně levicových a arabských nacionalistických hnutí. Během libanonské občanské války SSNP-L bojovala po boku arabských nacionalistů a levicových sil proti falangistům a pravicovým frakcím. Strana vnímala válku jako důsledek rozdělení Sýrie na malé státy kvůli kolonialismu a usilovala o osvobození Palestiny. Po izraelské invazi v roce 1982 se strana podílela na odporu proti izraelské okupaci a prováděla sebevražedné útoky. Po občanské válce byla strana součástí pro-syrské March 8 aliance a zapojila se do různých politických střetů v Libanonu, ale v posledních volbách v roce 2022 nezískala žádný poslanecký mandát.

## Významní politikové
- Assaad Hardan
- Marwan Fares
- Ali Qanso
- Gebran Areiji
- Mahmoud Abdel Khalek
- Ghassan Ashqar
- Salim Saade